# Ostoj Durjava
Ostoj Durjava, slovenski ekonomist, * 21. september 1920, Celestrina, † 2004.

## Življenje in delo
Diplomiral je 1949 na zagrebški Ekonomski fakulteti ter 1973 doktoriral na Visoki šoli za ekonomijo v Berlinu. Poučeval je na Ekonomski srednji šoli v Mariboru (1949-1959), nato do 1982 na Višji ekonomsko-komercialni šoli v Mariboru, od 1978 kot redni profesor za politično ekonomijo. Na tem področju je zlasti na Visoki šoli za ekonomijo v Berlinu opravil obsežno pedagoško in znanstvenoraziskovalno delo. Leta 1984 so mu podelili naslov zaslužni profesor mariborske univerze. Napisal je več učbenikov; v njegovi bibliografiji pa izstopajo temeljne raziskave o dohodku Organizacije združenega dela (OZD) in njegovih sestavnih delov (DOZD, TOZD), tako z vidika učinka kakor tudi z vidika porabe dela oziroma stroškov.
Bil je brat Maksa Durjave.